# Trouble Man (filme de 2025)
Trouble Man é um futuro filme americano de comédia de ação de 2025, dirigido, co-escrito, co-produzido e estrelado por Michael Jai White. O filme posiciona-se como um projeto de paixão para White, que declarou publicamente sua intenção de "ressuscitar a luz do gênero de Comédia de Ação Urbana". O enredo segue Jaxen (White), um ex-policial que se tornou um detetive particular em Atlanta, contratado para encontrar a estrela de R&B desaparecida, Jahari. A investigação rapidamente o mergulha em uma conspiração perigosa que o força a confrontar seu próprio passado.
O filme estreou no American Black Film Festival em 12 de junho de 2025 e está previsto para ser lançado nos Estados Unidos em 1º de agosto de 2025, nos cinemas e em video on demand (VOD).

## Enredo
A narrativa de Trouble Man se passa na Atlanta contemporânea e centra-se em Jaxen (Michael Jai White), um ex-policial que se reinventou como um astuto e eficiente detetive particular.[carece de fontes?] Descrito como um "badass" que combina "cérebro, balas e kung fu", Jaxen é contratado para uma missão que, à primeira vista, parece ser uma simples tarefa de pessoa desaparecida: localizar Jahari, uma carismática e ascendente estrela de R&B que desapareceu misteriosamente pouco antes do lançamento de seu novo álbum.
A complexidade do caso aumenta devido a uma conexão pessoal, com fontes descrevendo Jahari como a "suposta ex-namorada" de Jaxen, um detalhe que adiciona uma camada de investimento pessoal à sua busca profissional. O diálogo do trailer reforça essa tensão, com um personagem afirmando a Jaxen: "isso não é negócio, é muito pessoal".
À medida que a investigação avança, Jaxen descobre que o desaparecimento de Jahari está longe de ser um incidente isolado. Ao encontrar o apartamento dela revirado, ele se aprofunda em um perigoso submundo criminoso de Atlanta. Ele descobre que Jahari estava envolvida com um indivíduo perigoso conhecido como "Money", descrito como um "grande figurão". Essa pista o leva a uma conspiração muito maior e mais arriscada do que ele imaginava, forçando-o a navegar por um labirinto de "bandidos de rua, vigaristas e mafiosos chineses". A trama o obriga a questionar a lealdade das pessoas ao seu redor e a confrontar eventos de seu próprio passado como policial. O tom do filme equilibra a ação intensa com um humor seco, exemplificado em diálogos onde a aversão de Jaxen a armas é notada, ao que ele responde: "Eu também não gosto de preservativos, mas não sou estúpido", encapsulando a fusão de bravata e sagacidade que define o protagonista.

## Elenco e Personagens
O elenco de Trouble Man reúne um conjunto de atores veteranos e figuras conhecidas da cultura pop, refletindo a intenção do filme de se conectar com um público familiarizado com o cinema e a música urbana.

### Elenco Principal
| Ator/Atriz                    | Personagem       | Notas |
| ----------------------------- | ---------------- | --- |
| Michael Jai White             | Jaxen            | Um ex-policial de Atlanta que virou detetive particular. O protagonista do filme, descrito como um herói de ação que combina artes marciais com inteligência e humor seco                      |
| Method Man (como Cliff Smith) | Não especificado | Um associado de Jaxen. White descreveu a colaboração com Method Man como fundamental para o filme, elogiando-o como um "verdadeiro líder" e afirmando que o filme não teria sido feito sem ele |
| Mike Epps                     | Não especificado | Um comediante e ator experiente, provavelmente fornecendo alívio cômico para contrabalançar a ação                                                                                             |
| Gillian White                 | Gina             | Atriz e esposa na vida real de Michael Jai White |
| Orlando Jones                 | Não especificado | Ator veterano conhecido por seus papéis em comédia e drama |
| La La Anthony                 | Não especificado | Atriz e personalidade de televisão |
| Levy Tran                     | Não especificado | Atriz conhecida por seus papéis em séries de ação |
| Déjá Dee                      | Loni             | [ 11 ] |
| Arnold Chon                   | Lao              | [ 11 ] |
| Daniel Lue                    | Darth            | [ 11 ] |
| Laimarie Serrano              | Carmen           | [ 11 ] |
| Ernest Miller                 | Gordon           | [ 11 ] |

### Análise do Elenco
A seleção do elenco para Trouble Man parece ter sido uma decisão deliberada para reforçar os temas do filme e sua posição dentro do gênero de comédia de ação urbana. Como protagonista, Michael Jai White encarna o arquétipo do detetive durão, mas o filtra através de sua combinação única de proeza em artes marciais e timing cômico. White contrastou seu papel como o "badass" Jaxen com um papel mais paternal que ele interpretou em outro filme contemporâneo, Secrets Between Us, destacando sua versatilidade como ator.
A escalação de Method Man (creditado como Cliff Smith) foi particularmente significativa. Em entrevistas, White revelou um profundo respeito por ele, que transcendeu sua habilidade de atuação. Ele o descreveu como um "verdadeiro líder" por sua franqueza em questões como saúde mental e afirmou categoricamente: "se não fosse por ele, eu não teria feito este filme". White também revelou que a colaboração deles enfrentou "muita oposição" de empresários e outras partes, mas eles perseveraram porque sua conexão era motivada por algo "mais profundo" para a cultura, não por razões monetárias. Isso sugere que a dinâmica entre seus personagens no filme pode espelhar essa integridade e parceria, com o personagem de Method Man possivelmente servindo como uma bússola moral ou um aliado crucial para Jaxen. A dinâmica visual no pôster do filme também sugere uma parceria de "casal improvável", um tropo clássico do gênero de comédia de ação.
A presença de comediantes experientes como Mike Epps e Orlando Jones é uma indicação clara das intenções cômicas do filme. Epps, com uma longa carreira em comédias urbanas, provavelmente oferece um contraponto cômico ao herói mais estoico de White, uma dinâmica central para muitas comédias de ação de sucesso. A inclusão da esposa de White na vida real, Gillian White, como Gina, e de figuras populares como La La Anthony ajuda a ancorar o filme em uma constelação reconhecível de talentos de Hollywood, reforçando seu apelo cultural específico.

## Produção

### Desenvolvimento e Roteiro
O roteiro de Trouble Man foi co-escrito por Michael Jai White e Michael Stradford. Stradford, um autor com projetos que incluem um livro sobre o ícone do jazz Miles Davis, trouxe uma sensibilidade cultural e histórica que provavelmente enriqueceu a textura do roteiro. O projeto foi impulsionado pela visão singular de White, que em uma declaração oficial articulou sua missão: "Estou profundamente abençoado e orgulhoso de servir minha base de fãs e ajudar a ressuscitar a luz do gênero de Comédia de Ação Urbana!". Esta declaração posiciona o filme não apenas como uma obra de entretenimento, mas como um ato deliberado de revitalização de gênero, preenchendo um vácuo percebido no cinema contemporâneo.

### Direção e Visão Autoral de Michael Jai White
Trouble Man representa um marco na carreira de Michael Jai White como cineasta, solidificando sua posição como um autor com uma visão criativa distinta. Assumindo os papéis de diretor, co-roteirista, ator principal e co-produtor, White exerceu um controle criativo quase total sobre o projeto, um feito descrito como um "hat trick". Este nível de envolvimento é consistente com seus projetos anteriores, como a aclamada paródia de Blaxploitation Black Dynamite (2009) e a paródia de faroeste Outlaw Johnny Black (2023), nos quais ele também desempenhou múltiplos papéis-chave.
No entanto, Trouble Man marca uma evolução em sua voz autoral. Enquanto Black Dynamite e Outlaw Johnny Black eram paródias explícitas que deconstruíam os tropos de seus respectivos gêneros, Trouble Man é apresentado como uma revitalização mais sincera. O filme busca fundir "balas, força e bravata com o humor seco característico de White", em vez de satirizar esses elementos. Assim, o filme representa uma transição da paródia para uma celebração e modernização de um gênero que White claramente admira, demonstrando uma maturidade em sua abordagem como diretor e contador de histórias.

### Filmagens em Atlanta
As filmagens principais de Trouble Man foram concluídas em dezembro de 2023. A escolha de Atlanta, Geórgia, como cenário e local de filmagem é significativa. Na época da produção, a indústria cinematográfica da Geórgia, apelidada de "Hollywood do Sul", estava passando por uma transição. Relatórios da indústria indicavam uma desaceleração na produção de filmes de grande orçamento (acima de 100 milhões de dólares) e um pivô para projetos mais "viáveis" com orçamentos menores, como filmes independentes, produções episódicas e comerciais. Trouble Man, como uma comédia de ação financiada de forma independente, enquadra-se perfeitamente neste novo panorama industrial, representando o tipo de produção que muitos analistas viam como o futuro sustentável da região. A produção também ocorreu em um período de recuperação após as greves da WGA e SAG-AFTRA de 2023, que haviam paralisado muitas filmagens no estado.

### Financiamento e Parceria com a Samuel Goldwyn Films
O filme foi financiado e está sendo distribuído pela Samuel Goldwyn Films, uma empresa com um histórico de apoio a filmes independentes e de gênero. Este projeto representa a continuação de uma parceria bem-sucedida entre a distribuidora e Michael Jai White. Colaborações anteriores incluem o thriller de ação As Good as Dead e o faroeste Outlaw Johnny Black, que foi um favorito dos fãs. Essa relação de confiança estabelecida provavelmente concedeu a White a liberdade criativa necessária para executar sua visão específica para o filme, sem as pressões de um grande estúdio. Ben Feingold, CEO da Samuel Goldwyn Films, expressou entusiasmo em "expandir nossa relação com Michael Jai White" e levar a nova história ao público.

### Equipe Técnica e Artesanato
A produção de Trouble Man contou com uma equipe técnica experiente para dar vida à visão de White.
- Cinematografia: A direção de fotografia ficou a cargo de Keith L. Smith,[2] cuja tarefa era capturar a estética urbana de Atlanta e o dinamismo das sequências de ação.
- Coreografia de Ação: Sendo um elemento crítico, dada a formação de White em artes marciais, as sequências de ação foram meticulosamente planejadas. A direção de ação foi liderada por Joey Min, com a coreografia de luta criada por Stephanie Pham e Angela Jordan.[21] Isso destaca um compromisso sério com a qualidade das lutas e acrobacias do filme, que são uma marca registrada da persona cinematográfica de White.
- Música: A trilha sonora foi composta por Amani K. Smith.[carece de fontes?] Esta foi uma escolha criativa crucial, considerando que o filme homônimo de 1972 é talvez mais famoso por sua trilha sonora icônica de Marvin Gaye do que pelo próprio filme.[22] Smith, um artista com raízes no reggae e outros gêneros contemporâneos,[23] teve a tarefa de criar uma identidade sonora para o filme de 2025 que pudesse se sustentar por si só, distinta do trabalho seminal de Gaye, infundido de jazz-funk.[24]

## Análise e Contexto Cinematográfico

### Gênero: A Ressurreição da Comédia de Ação Urbana
A declaração de Michael Jai White sobre sua intenção de "ressuscitar" a comédia de ação urbana é uma observação direta sobre o cenário cinematográfico contemporâneo. O gênero de comédia de ação é um híbrido bem estabelecido que ganhou proeminência nos anos 1980, quando atores com formação em comédia, como Eddie Murphy, começaram a estrelar filmes de ação de grande sucesso como 48 Hrs. e Beverly Hills Cop.[carece de fontes?]
A subcategoria de "Cinema Urbano" surgiu nas décadas de 1980 e 1990, fortemente influenciada pela cultura hip-hop e pelo legado do Blaxploitation. Este movimento produziu dramas juvenis como Boyz n the Hood, comédias como House Party e o influente híbrido de comédia de ação. O uso da palavra "ressuscitar" por White sugere uma percepção de que este tipo específico de filme — centrado em protagonistas negros que são simultaneamente durões, carismáticos e engraçados — tornou-se raro. Ao fazer Trouble Man, White está trabalhando ativamente para preencher essa lacuna, criando um filme para um público que ele acredita ter sido mal servido nos últimos anos: os fãs do herói de ação negro clássico, que opera com uma mistura de força e humor.

### Diálogo com o Blaxploitation: O Legado deTrouble Man(1972)
Embora compartilhe o título, o filme de 2025 de Michael Jai White não é um remake direto do filme de 1972, mas sim um sucessor temático e espiritual que dialoga com seu legado.

#### O Original de 1972
O filme original, dirigido por Ivan Dixon, foi lançado no auge da era Blaxploitation e estrelado por Robert Hooks como o detetive particular "Mr. T".[carece de fontes?] Embora fizesse parte desse ciclo cinematográfico, o filme se destacava. Seu tom era mais próximo de um thriller de crime sério e contido, em contraste com os excessos mais sensacionalistas de outros filmes do gênero. O protagonista, Mr. T, era um personagem sofisticado, sempre impecavelmente vestido, cerebral e operando como um mercenário urbano com um código de ética próprio.
O legado mais duradouro do filme de 1972 é, sem dúvida, sua trilha sonora, composta e executada por Marvin Gaye.[carece de fontes?] O álbum é considerado uma obra-prima do jazz-funk e do soul, e sua influência cultural superou em muito a do próprio filme. A música foi elogiada por sua complexidade e tem sido referenciada na cultura pop por décadas, incluindo uma menção notável no Universo Cinematográfico Marvel como uma obra essencial que "captura a experiência afro-americana".[carece de fontes?]

#### A Reinterpretação de White
O filme de 2025 é uma reinterpretação que homenageia o espírito do original enquanto o atualiza para uma nova geração. Michael Jai White expressou uma admiração de longa data pelo filme de 1972, especialmente por seu protagonista matizado, embora reconheça que o filme "não recebeu o devido reconhecimento" em sua época. Críticos que analisaram o trailer notaram que, para além do título, os dois filmes parecem ter pouco em comum em termos de tom. A versão de 2025 inclina-se muito mais para a comédia de ação, no estilo de Black Dynamite, do que para o drama criminal sério do original.

#### Tabela Comparativa
A tabela a seguir resume as principais diferenças entre as duas versões, esclarecendo a natureza da releitura de 2025 como uma reimaginação em vez de um remake literal.
| Característica         | Trouble Man (1972)                                  | Trouble Man (2025)                        |
| ---------------------- | --------------------------------------------------- | ----------------------------------------- |
| Gênero Principal       | Thriller de Crime, Blaxploitation                   | Comédia de Ação Urbana                    |
| Tom                    | Sóbrio, sério, "cool"                               | Humorístico, espirituoso, cheio de ação   |
| Protagonista           | Mr. T (Robert Hooks)                                | Jaxen (Michael Jai White)                 |
| Estilo do Protagonista | Impecavelmente vestido, cerebral, mercenário urbano | "Badass", mestre de artes marciais, sagaz |
| Diretor                | Ivan Dixon                                          | Michael Jai White                         |
| Trilha Sonora          | Icônica, jazz-funk por Marvin Gaye                  | Contemporânea, por Amani K. Smith         |

#### A Questão do Termo "Blaxploitation"
Uma nuance crucial para entender a abordagem de White é sua relação complexa com o termo "Blaxploitation". Em entrevistas, ele expressou frustração com a palavra, sentindo que foi um rótulo usado para diminuir e marginalizar o trabalho de cineastas negros. Este sentimento é compartilhado por criadores da era original, como o diretor Ivan Dixon, que preferia descrever seu filme como uma "aventura de ação". Este contexto ajuda a explicar por que White enquadra deliberadamente seu filme como uma "Comédia de Ação Urbana". A escolha do termo permite que ele preste homenagem ao espírito e aos arquétipos da era dos anos 1970, ao mesmo tempo em que rejeita um rótulo que considera problemático e limitador.

## Lançamento e Marketing

### Estreia e Distribuição
Trouble Man teve sua estreia mundial no American Black Film Festival (ABFF) em 12 de junho de 2025. O filme foi destacado no evento, com uma exibição de encore seguida por uma sessão de perguntas e respostas ("Talkback") com Michael Jai White em 15 de junho de 2025, como parte do Dia da Comunidade do festival.
O lançamento comercial do filme está programado para agosto de 2025, com distribuição pela Samuel Goldwyn Films. Haverá um lançamento simultâneo nos cinemas dos Estados Unidos e em plataformas de vídeo sob demanda (VOD). Existem fontes conflitantes sobre a data exata, com algumas relatando 1º de agosto e outras 15 de agosto. O filme foi originalmente anunciado para um lançamento em 2024, mas foi posteriormente adiado para 2025.[carece de fontes?]

### Campanha Promocional
A campanha de marketing para Trouble Man começou no início de julho de 2025 com o lançamento do primeiro trailer oficial. O trailer foi divulgado em importantes veículos de notícias de cinema online, como IGN e First Showing, gerando as primeiras impressões sobre o tom e o enredo do filme. O pôster oficial do filme foi lançado simultaneamente.

### O Slogan Controverso e a Recepção Online
A campanha de marketing do filme gerou um momento cultural online inesperado, não pelo conteúdo do trailer, mas por seu slogan provocativo. O pôster oficial apresentava o slogan: "Trouble is coming. Hard." (em português, "O problema está chegando. Com força." ou "Duro.").
A frase foi imediatamente interpretada por comunidades online, especialmente no fórum Reddit, como tendo um duplo sentido sexual. Tópicos dedicados ao pôster foram inundados de piadas e memes, com usuários comentando que o slogan fazia o filme parecer uma comédia por razões não intencionais e criticando o design geral do pôster. Embora informal, essa reação online se tornou uma parte verificável da narrativa pública pré-lançamento do filme, destacando como o marketing pode assumir uma vida própria na era digital.

## Recepção
Como o filme ainda não teve um lançamento amplo, esta seção se concentra na antecipação e nos comentários pré-lançamento de críticos e do público.

### Comentários Críticos Iniciais
Os comentários iniciais de sites de notícias de cinema têm sido em grande parte positivos e expectantes. Críticos frequentemente descrevem Michael Jai White como um dos "atores mais subestimados do gênero" e expressam entusiasmo por seu retorno a um papel principal que exibe suas habilidades únicas em artes marciais e comédia. O filme é frequentemente contextualizado em relação aos seus sucessos anteriores, particularmente o clássico cult Black Dynamite e o bem-recebido Outlaw Johnny Black. A mistura de ação de alta octanagem com comédia é consistentemente destacada como o principal atrativo do filme, com analistas antecipando uma obra que entrega tanto em "punhos e pés voadores" quanto em humor.

### Antecipação do Público
A reação do público, documentada principalmente em fóruns online como o Reddit, reflete uma base de fãs dedicada e ansiosa por um novo projeto de Michael Jai White. No entanto, a antecipação é acompanhada de algum ceticismo. Enquanto muitos estão entusiasmados com o elenco, especialmente a dinâmica de "casal improvável" sugerida no pôster entre o sério White e o cômico Method Man, outros expressaram decepção com o esforço de direção anterior de White, Outlaw Johnny Black, que alguns consideraram menos engraçado e mais pesado na trama do que Black Dynamite, levando-os a moderar suas expectativas para Trouble Man. O controverso pôster e seu slogan também dominaram grande parte do discurso online inicial, gerando tanto zombaria quanto curiosidade.